# Morgan Sindall
Morgan Sindall  Group plc ist ein britisches Bau- und Sanierungsunternehmen, das seinen Sitz in London hat.
Es hat 6 Tochtergesellschaften: Morgan Sindall Construction (Bau), Morgan Sindall Infrastructure (Infrastruktur), Overbury (Ausstattung), Morgan Sindall Property Services (Dienstleistungen), Lovell (Partnership Housing), Muse (Stadterneuerung).
Das Unternehmen ist an der Londoner Börse gelistet und Teil des FTSE 250 Index.

## Geschichte
Das Unternehmen wurde 1977 von John Morgan und Jack Lovell mit 1000 £ aus gemeinsamen Ersparnissen gegründet und hatte zunächst seinen Sitz am Golden Square in Soho. 1985 wurde das Sanierungsunternehmen Overbury, das seit 1942 besteht, von Morgan Sindal übernommen. Das Unternehmen wurde 1994 an der Londoner Börse notiert, indem es durch die Übernahme von William Sindall plc dessen Börsennotierung nutzte. Die Firma William Sindall wurde in den 1860er Jahren gegründet und nach seinem Gründer benannt, der für seine Arbeiten für die University of Cambridge bekannt war. 1988 hatte William Sindall die Firma Hinkins & Frewin übernommen, ein 1847 gegründetes Unternehmen, das viele Arbeiten für die University of Oxford geleistet hat. Das Unternehmen hatte Büros in Oxford, Cambridge, Banbury, Rugby (Warwickshire)  und Fareham. 1998 kaufte Morgan Sindall das Unternehmen Lovell Partnerships für 15 Millionen £ von der finanziell angeschlagenen Lovell Group. Das Unternehmen war eines der größten Partnerschaftswohnungsunternehmen des Landes und umfasste auch eine private Wohnungsbauabteilung. Im Juni 2007 kaufte die Morgan Sindall Group die Bausparte von AMEC (heute: Amec Foster Wheeler). Im September 2010 kaufte das Unternehmen die Sanierungsabteilung von Connaught plc. Im Jahr 2009 wurde das Unternehmen wegen seiner Beteiligung an Preisabsprachen mit einer Geldstrafe von 287.000 £ belegt. Anschließend gab das Unternehmen bekannt, dass es eine umfassende Überprüfung seiner Aktivitäten durchgeführt habe.

## Projekte
Zu den wichtigsten Projekten gehören das Murray Royal Hospital in Perth (Schottland), das 2012 fertiggestellt wurde, die Erweiterung des Bahnhofs Whitechapel für Crossrail, der 2021 fertiggestellt wurde, und der Bau von sechs neuen Bahnhöfen auf der Northumberland Line, die 2024 abgeschlossen sein sollen. Daneben arbeitet Morgan Sindall als Partner von National Grid im Rahmen des Great Grid Upgrade Partnership Programms zusammen, das die Abhängigkeit Großbritanniens von fossilen Brennstoffen durch den Bau von 50 GW Offshore-Windenergieanlagen bis 2030 verringern soll.